# Cruise & Maritime Voyages
Cruise & Maritime Voyages est une compagnie maritime britannique, spécialisée dans les croisières, dont le siège est installé dans l'Essex.

## Histoire

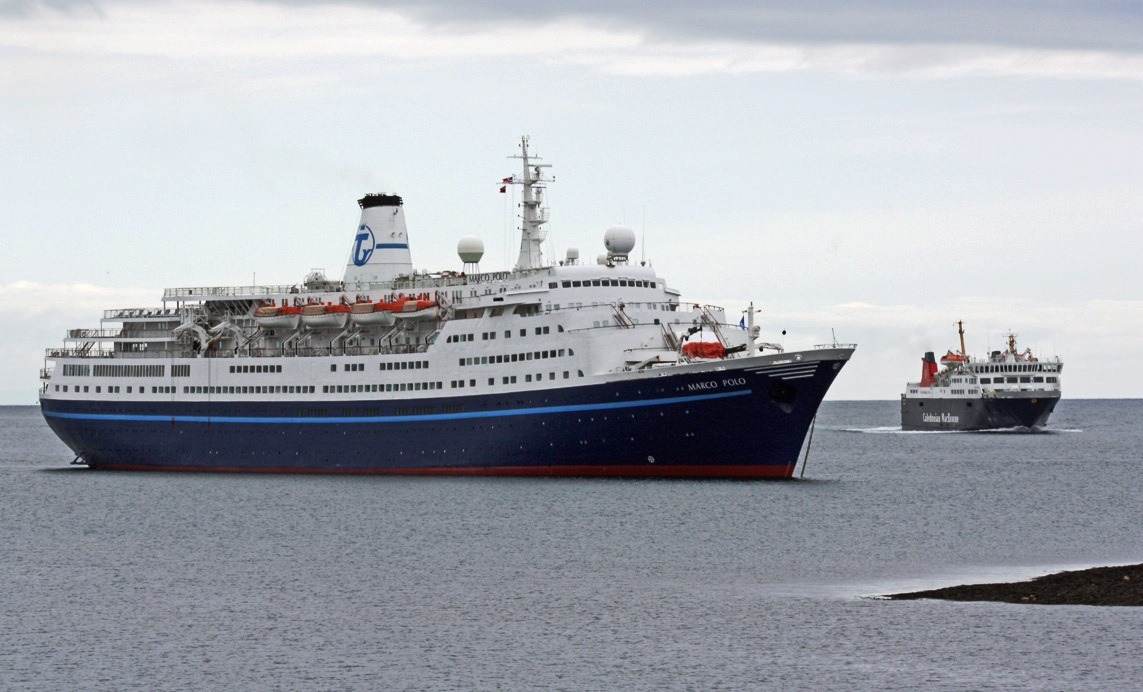
Le Marco Polo en juin 2009, aux couleurs du voyagiste Transocean Tours.

Cruise & Maritime Voyages est une compagnie maritime britannique qui voit le jour en janvier 2010,. Elle est fondée par la société britannique Cruise & Maritime Services International, représentant du voyagiste allemand Transocean Tours au Royaume-Uni, quelques mois après la déclaration d’insolvabilité de ce dernier en septembre 2009. Sa flotte se compose alors du Marco Polo, précédemment affrété par Transocean Tours, auquel s’ajoute l’Ocean Countess en avril 2010,,.
Le bateau Astor sera rebaptisé Jules Verne en 2021, proposant des croisières à l’année sous la marque « Croisières Maritimes & Voyages » (CMV) depuis Le Havre et Marseille.

## Flotte
Liste des navires actuels
| Nom           | Image                                                                                              | IMO     | Tonnage  | Longueur | Maître-bau | Capacité        | Année de mise en service | Chantier naval                            | Entrée dans la flotte CMV |
| ------------- | -------------------------------------------------------------------------------------------------- | ------- | -------- | -------- | ---------- | --------------- | ------------------------ | ----------------------------------------- | ------------------------- |
| Astor         | Photographie en couleurs du navire de croisière Astor à Helsinki en avril 2019.                    | 8506373 | 20 704 t | 176,3 m  | 22,6 m     | 650 passagers   | Janvier 1987             | Howaldtswerke-Deutsche Werft (Kiel)       | 2013                      |
| Astoria       | Photographie en couleurs du navire de croisière Astoria dans l’estuaire de la Tamise en mars 2017. | 5383304 | 12 644 t | 160,1 m  | 21 m       | 277 cabines     | Février 1948             | Ab Götaverken (Göteborg)                  | 2015                      |
| Columbus      | Photographie en couleurs du navire de croisière Columbus à Hoek van Holland en juillet 2019.       | 8611398 | 63 500 t | 247 m    | 32 m       | 1856 passagers  | Mars 1989                | Chantiers de l'Atlantique (Saint-Nazaire) | 2017                      |
| Magellan      | Photographie en couleurs du navire de croisière Magellan à Bergen en octobre 2015.                 | 8217881 | 46 052 t | 222 m    | 32,2 m     | 1 452 passagers | Juin 1985                | Aalborg Shipyard (Aalborg)                | 2015                      |
| Marco Polo    | Photographie en couleurs du navire de croisière Marco Polo à Vaxholm en juin 2011.                 | 6417097 | 22 080 t | 176,3 m  | 23,6 m     | 650 passagers   | Août 1965                | VEB Mathias-Thesen-Werft (Wismar)         | 2010                      |
| Vasco da Gama | Photographie en couleurs du navire de croisière Vasco da Gama à Las Palmas en octobre 2019.        | 8919245 | 55 451 t | 219 m    | 30,8 m     | 1258 passagers  | Janvier 1993             | Fincantieri (Gênes)                       | 2019                      |